# Władimir Kuleszow
Władimir Kuźmicz Kuleszow (ros. Владимир Кузьмич Кулешов, ur. 5 stycznia 1918 w Namanganie, zm. 3 listopada 1943 k. wsi Gorienka w rejonie kijowsko-swiatoszyńskim) – radziecki lotnik wojskowy, odznaczony pośmiertnie Złotą Gwiazdą Bohatera Związku Radzieckiego (1944).

## Życiorys
Urodził się w rosyjskiej rodzinie chłopskiej. Uczył się w technikum, w 1938 ukończył zjednoczoną szkołę pilotów i techników lotniczych cywilnej floty powietrznej w Bałaszowie, później pracował jako pilot lotnictwa cywilnego. Od marca 1940 służył w Armii Czerwonej, ukończył wojskową szkołę lotniczą w Odessie, w której następnie był instruktorem. W 1942 został dowódcą klucza w wojskowej szkole lotniczej w Konotopie i członkiem WKP(b), od 13 sierpnia 1942 uczestniczył w wojnie z Niemcami. Walczył na Froncie Południowym, Zakaukaskim, Północno-Kaukaskim i Woroneskim jako dowódca klucza, dowódca eskadry i szturman (nawigator) pułku lotnictwa myśliwskiego. Był dwukrotnie ranny. Do września 1943 jako szturman 40 gwardyjskiego pułku lotnictwa myśliwskiego 8 Gwardyjskiej Dywizji Lotnictwa Myśliwskiego 5 Korpusu Lotnictwa Myśliwskiego 2 Armii Powietrznej Frontu Woroneskiego w stopniu starszego porucznika wykonał 351 lotów bojowych i stoczył 73 walki powietrzne, w których strącił osobiście 16 i w grupie 6 samolotów wroga, a podczas ataków na cele naziemne zniszczył 4 czołgi, 20 samochodów i 4 samoloty wroga na lotniskach. Zginął w walce powietrznej.

## Odznaczenia
- Złota Gwiazda Bohatera Związku Radzieckiego (pośmiertnie, 4 lutego 1944[1])
- Order Lenina (pośmiertnie, 4 lutego 1944)
- Order Czerwonego Sztandaru (dwukrotnie, 22 lipca 1943 i 11 września 1943)
- Order Czerwonej Gwiazdy (9 września 1942)